# Juan Esnáider
Juan Esnáider, född 5 mars 1973, är en argentinsk fotbollstränare och tidigare fotbollsspelare.
Juan Esnáider spelade 3 landskamper för det argentinska landslaget.